# Sovchoz
Il Sovchoz (in russo совхоз? , abbreviazione di советское хозяйство, sovetskoe chozjajstvo, plur. sovchozy) era un tipo di azienda agricola statale creata in Unione Sovietica in seguito alla collettivizzazione delle terre e dei mezzi di produzione avvenuta intorno agli anni trenta (primo piano quinquennale).

## Storia
I contadini che vi lavoravano, i sovchozniki, erano a tutti gli effetti dipendenti dello Stato: l'intero raccolto era proprietà statale e i contadini ricevevano una retribuzione regolare. Al loro opposto vi erano i kolchozniki, ossia i membri di un Kolchoz, le aziende a gestione collettiva. Nelle intenzioni i sovchoz avrebbero dovuto essere dedicati all'agricoltura estensiva e i kolchoz a quella intensiva. Nonostante questa distinzione,  Sovchozy e Kolchozy nei fatti non erano molto differenti e, anche se le aziende agricole statali possedevano solitamente una maggiore estensione, il governo poteva decidere quando voleva di trasformare un Sovchoz in un Kolchoz e viceversa. Nel 1950 i Kolchoz erano proprietari dell'80% dei campi coltivabili, mentre, dopo il 1956, la percentuale quasi si dimezzò, scendendo al 42% (a guadagno dei Sovchozy). Nel 1990 in Unione Sovietica vi erano 25.500 fattorie, di cui il 45% erano Sovchozy e il 55% Kolchozy.
| Anno                                | 1922 | 1923 | 1924 | 1925 | 1926 | 1927 | 1928 |
| ----------------------------------- | ---- | ---- | ---- | ---- | ---- | ---- | ---- |
| Numero di aziende agricole di stato | 4316 | 5227 | 5199 | 4494 | 3477 | 4250 | 5000 |
| Superficie                          | 3324 | 3385 | 2593 | 2510 | 2316 | 3347 | 3600 |

## Equivalenti esteri
Gli equivalenti dei sovchoz nella Repubblica Democratica Tedesca erano i Volkseigenes Gut (ossia le aziende agricole popolari), mentre in Polonia i Państwowe Gospodarstwo Rolne. Strutture simili si trovavano anche in: Cecoslovacchia, Mongolia, Etiopia, Cina e Angola.